# Prosopis sericantha
La huaschilla, matorro o albardón (Prosopis sericantha) es una especie halófita arbustiva perteneciente al género de fabáceas Prosopis. Habita en el centro-sur de Sudamérica.  

## Distribución
Se distribuye en regiones subtropicales de la Argentina y Paraguay desde el Alto Paraguay, las provincias de Formosa y Salta por el norte hasta Mendoza y San Luis por el sur. Habita en ambientes halófitos formando matorrales hórridos. Al ser una freatófita obligada, su presencia señala agua subterránea muy cercana a la superficie, además de suelos salinos.

## Características
Es un arbusto espinoso, subáfilo, con alturas comprendidas entre los 30 cm hasta los 350 cm de altura. Las ramas posee la corteza con tonos glaucos, presentando numerosas espinas de 6 a 15 cm de longitud. Las hojas son uniyugas, tempranamente caducas. Las flores se presentan en espigas de una longitud de entre 10 y 54 mm; son melíferas, pubescentes y de color rojo sangre. El fruto es una legumbre rojiza, al go carnosa, linear, comprimida, con una longitud de entre 7 y 14 cm y un ancho de entre 8 y 13 mm con un espesor de 6 a 7 mm. Estos frutos son apetecidos por la fauna silvestre y el ganado doméstico.

## Taxonomía
Prosopis sericantha fue descrito en el año 1833 por John Gillies sobre una descripción de William Jackson Hooker.
Etimología
Etimológicamente, el nombre genérico Prosopis proviene del griego antiguo y podría significar ‘hacia la abundancia’ ("pros" = ‘hacia’ y "Opis" = ‘diosa de la abundancia y la agricultura’). El nombre específico sericantha se compone de "Seri" que viene de la palabra en latín "serĭcum" y significa ‘seda’ y la palabra griega "cantha" que se traduce como ‘espina’.